# Первый человек

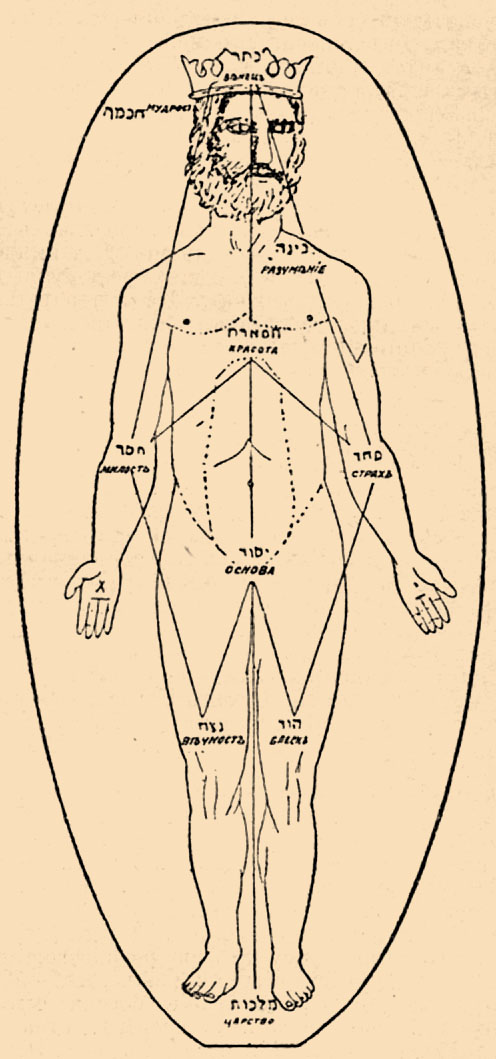
Адам Кадмон из десяти сфирот; из книги Кристиана Гинсбурга, 1865

Пе́рвый челове́к — в мифологии и религии прародитель человечества, персонаж антропогонических мифов.
Первопре́док-демиург — культурный герой, моделирующий первобытную общину в целом, которая отождествляется с «настоящими людьми».
Во многих мифологиях, в мифопоэтической и религиозно-философской традиции присутствует первочелове́к — космическое тело, антропоморфизированная модель мира. Вселенная происходит из членов тела первочеловека, что объясняет характерный для мифопоэтической картины мира параллелизм макрокосма и микрокосма, изоморфизм этих двух вещей и их однородность. Некоторые космологические тексты о создании членов тела первочеловека из конкретных частей вселенной, однако чаще встречается мотив, в рамках которого тело первочеловека является первичным и исходным, а космическое устройство вторичным и производным.
В современной науке понятие «первого человека» рассматривается как некорректное, поскольку человек возник в результате непрерывного эволюционного процесса, происходящего постепенно и в рамках целых популяций, а не отдельных особей. 

## Антропогонические мифы
Возникновение (сотворение) человека происходит в мифическое время, особый начальный сакральный период, предшествующий эмпирическому (историческому) «профанному» времени. Не всегда ясно различается происхождение всего человеческого рода и отдельного народа, первого человека или первой пары людей и каждого отдельного человека, с чем во многих традициях связано тождество наименования племени и слова «человек» (айны, кеты и др.). Некоторые мифы отождествляют появление человека в прошлом, в мифическое время и рождение каждого конкретного человека, которое объясняется из его мифологического прообраза. В других случаях миф различает создание (сотворение) человека и его души (душ), которая считается отдельной его частью или множеством частей), обладающей собственной судьбой. В некоторых мифах повествуется о происхождении отдельных человеческих органов, сердца, глаз и др. Согласно многим мифам, изначально все предметы во вселенной обладали антропоморфным обликом — все существа, животные, явления (солнце, луна, звёзды), место обитания племени и вселенная в целом, которая нередко может описываться как произошедшая из частей тела «первочеловека». В связи с этим возникновение человека подаётся не столько как создание, сколько как выделение из числа других человекоподобных существ, которые, напротив, с течением времени теряют человеческий облик.

## Модель мифологической вселенной
Человеческое тело, его функции, телесный и душевный опыт лежат в основе архаичной классификации окружающей действительности, включая серию противопоставлений (правый и левый, верх и низ, чёт и нечет, огонь и вода и др.), выделение трёх изначальных цветов (красный, белый и чёрный как цвета соответственно крови, молока и выделений). Архаичная классификация в рамках макро-микрокосмических соответствий выражается в ритуале жертвоприношения.
Типичным примером первочеловека считается ведийский Пуруша (от глагола со значением «наполнять»). Этот персонаж материального «заполняет» вселенную («Ведь Пуруша — это вселенная», Ригведа, Х 90, 2). Он был принесён в жертву богам. Эта жертва породила гимны, напевы, поэтические размеры, ритуальные формулы; коней, быков, коз и овец; богов; элементы космического и социального устройства. В иранской мифологии функцию первочеловека несёт Гайомарт, шестое творение Ормазда (Ахурамазды), которое он создал из земли («Бундахишн»). Затем из света и небесной влаги было создано семя людей и быков, которое вложилось в тело Гайомарта, ставшего прародителем и прототипом человечества. Иранская традиция отождествляет части тела первочеловека с элементами вселенной: плоть или кости увязываются с землёй, кровь — с водой, волосы — с растениями, зрение — с огонём, дыхание — с ветром. В скандинавской Эдде присутствует ряд отождествлений, мотивом для которых выступает «экстериоризация» частей тела космического великана Имира. Раввинская литература изображает библейского Адама в качестве первочеловека громадного размера. Он был ростом от земли до неба, наполнял собой всю землю с севера до юга и с запада до востока. Ангелы были испуганы его размерами, тогда Бог уменьшил Адама. Он описывается как светоносный, своей пятой он затмевает солнечный диск, может видеть весь мир от края до края. Адам и Ева уподобляются солнцу и звёздам также в христианских апокрифах. На космическую природу Адама, среди прочего, указывает и раввинская легенда, что изначально он был двуликим, но затем Бог рассёк его пополам и из второй половины создал Еву. В одном из сюжетов земля для головы Адама была взята из Иерусалима, для тела — из Вавилона, для остальных частей тела — из других стран. В средневековом мистическом тексте «Сефер хасидим» («Книга благочествых») сказано, что Адам, заполнявший весь мир, был уменьшен Богом путём последовательного отсечения членов, при этом куски плоти были разбросаны по всему миру. Отдельные мифопоэтические тексты повествуют о связи первочеловека с миром в духовном метафизическом аспекте. Так, Филон («De confusione linguarum» — «О смешении языков», 11) приравнивал «небесного Адама» к Логосу, представленному в качестве смысловой наполненности бытия. Имеется параллель в индийском мифологическом мотиве о супружеской связи Праджапати, одного из вариантов первочеловека, создавшего всё во вселенной, со Словом и рождении ими богов, которые олицетворяли элементы космоса.

## Народная медицина
В рамках архаичной народной медицины части тела рассматриваются согласно их мифопоэтической семантике, которую определяют система отождествлений и мифы, посвящённые первочеловеку и космическому телу. Медицинские заговоры от болезней передают представления о раздельности частей тела, их составе и иерархии. Выведение («отсылка») болезни из тела человека находится в соответствии с экстериоризацией сферы внутренне-телесного во внешне-вселенское. «Чёрные» заговоры и заклинания, при которых болезнь «насылается» это действие воспринимается как обратное, интериоризация внешней сферы во внутреннюю. «Агрегатность» человека и психологического аспекта последнего отражает ранний буддийский трактате на тему психологии «Дхаммасангани».

## Научные представления
В современной биологической систематике все современные люди относятся к виду Человек разумный (лат. Homo sapiens), входящий в род Человек (лат. Homo). Большинство исследователей считает, что род Homo происходит от Афарского австралопитека. Определение морфологических признаков, которые отделяют род Homo от австралопитековых, вызывает споры. К ним относят объём мозга (так называемый мозговой Рубикон — 600—800 см³) и строение кисти руки, но многие учёные считают эти критерии ошибочными. Древнейшими представителями рода Homo в антропологии считаются африканские виды Человек рудольфский (Homo rudolfensis) и Человек умелый (Homo habilis) (ряд учёных объединяет их в один политипический вид Homo habilis «в широком смысле»). Один из этих ранних видов Homo эволюционировал в Homo ergaster. Представители последнего мигрировали в Азию и дали начало виду Homo erectus. В Африке от Homo ergaster произошёл вид гейдельбергский человек (Homo heidelbergensis). Гейдельбергский человека в Африке 250—100 тысяч лет назад эволюционировал в Homo sapiens, в Европе около 70 тысяч лет назад — в «классическую» форму неандертальцев (Homo neanderthalensis).